# アジュル
アジュル（モンゴル語: Aǰul、生没年不詳）は、13世紀に活躍したモンゴル帝国の将軍。
同名の将軍は2名おり、一人はオロナウル部出身の将軍でチンギス・カン及びオゴデイ・カアンに仕えた人物、一人はアルラト部出身でセチェン・カアン（世祖クビライ）に仕えて南宋侵攻に活躍した人物である。なお、オッチギン家にもアジュルという名の王族が存在する。

## オロナウル部出身のアジュル
モンゴル帝国建国以前からチンギス・カンに仕えた人物で、バルジュナ湖の水をすすった「バルジュナト」の一人に数えられている。1206年のモンゴル帝国建国後は遼東女真の攻撃、西夏の攻略などに功績を挙げた。
オゴデイ・カアンの治世では信安・下金など20余りの城を攻略しする功績を挙げた。その後、老いを理由に引退し、タガチャルの命によって息子のブカ（不花）が後を継いだ。

## アルラト部出身のアジュル
『五族譜』には「アジュル・ノヤン(اجلAjul)：ボオルチュ・ノヤンの息子。イェケ・ノヤンの集団に属し、かつ万人隊長であった」とあり、アルラト部出身のボオルチュの息子であった。
ウリヤンハン部のアジュらとともに南宋侵攻に従軍したことが記録されている。